# Anastasius IV.
Anastasius IV. (* um 1073 in Rom; † 3. Dezember 1154 ebenda), ursprünglich Konrad von Suburra (auch Corrado della Suburra), wurde am 8. Juli 1153 als Nachfolger von Eugen III. zum Papst gewählt und am 12. Juli 1153 gekrönt.

## Leben
Konrad (italienisch Corrado) stammte aus einer bürgerlichen römischen Familie, die in dem wenig angesehenen Stadtteil Suburra ansässig war; sein Vater war Benedetto di Suburra. Er war möglicherweise ein Neffe von Papst Honorius II., dessen Schwester Konrads Mutter gewesen sein dürfte; Konrads Neffe wiederum war der spätere Kardinal Gregorio della Suburra. Er trat den Augustiner-Chorherren des Lateran bei und wurde Abt von Saint-Ruf in Avignon.
Im Konsistorium vom Dezember 1127 erhob Papst Honorius II. ihn zum Kardinalbischof von Sabina. Als solcher war Konrad von Suburra an der Doppelwahl von 1130 beteiligt und profilierte sich als einer der entschiedensten Gegner des Gegenpapstes Anaklet II. Als Papst Innozenz II. in das Exil ging, war er Vikar von Rom und blieb dies bis 1137, im Jahr 1139 hatte er dieses Amt abermals inne. In der Folge nahm er an den Papstwahlen von 1143 (Coelestin II.), 1144 (Lucius II.) und von 1145 (Eugen III.) teil. Unter Eugen III. war Konrad wiederum mehrmals Vikar von Rom, und zwar im Sommer 1145, von Anfang 1147 bis November 1149 und vom Sommer 1150 bis Dezember 1152. In der Papstwahl 1153 wurde er schließlich selbst zum Papst gewählt und nahm den Papstnamen Anastasius IV. an.
In seinem kurzen Pontifikat gelang es ihm, den Streit mit dem deutschen König Friedrich Barbarossa um das Bistum Magdeburg ebenso beizulegen wie den Streit um das englische Bistum York.